# شونوولکاو
شونوولکاو (به آلمانی: Schönwölkau) یک شهر در آلمان است که در نوردزاکسن واقع شده‌است. شونوولکاو ۲٬۷۱۳ نفر جمعیت دارد.